# Джемайли, Блерим
Блери́м Джема́йли (фр. Blerim Džemaili, макед. Блерим Џемаили, алб. Blerim Xhemajli; 12 апреля 1986, Тетово) — швейцарский футболист, выступавший на позиции полузащитника. Выступал за сборную Швейцарии.

## Карьера
Профессиональную карьеру Джемайли начал в возрасте 17-ти лет в клубе «Цюрих», где в год дебюта он становится игроком «основы» клуба и проводит 30 матчей и забивает 2 мяча, в следующем сезоне — 26 игр и 1 мяч, в сезоне 2005/06 32 матча и 3 мяча, а в последний год в команде 23 матча и 3 гола. Уже тогда Джемайли обратил на себя внимание европейских клубов, включая итальянских грандов, «Милана», «Ювентуса». Сам же Джемайли предпочёл уехать в Англию, в клуб «Болтон Уондерерс». Но сразу по приезде в Англию у Джемайли случилось несчастье, он получил травму колена, очень долго восстанавливался и так ни разу и не вышел на поле, к тому же у «Болтона» сменился тренер, который не доверял молодому игроку, из-за этой травмы игрок, к тому же, не поехал на чемпионат Европы 2008. 31 августа 2008 года Джемайли перешёл в клуб «Торино» на правах аренды, с последующей возможностью клуба, при желании, выкупить игрока у «Болтона» за 2 миллиона евро. 24 сентября Джемайли дебютировал в серии А в матче с «Кьево». Несмотря на вылет «Торино» в Серию Б в 2009 году итальянская команда оформила переход Джемайли из «Болтона» на постоянной основе. 31 августа 2009 года он был отправлен в аренду в «Парму». 1 июля 2011 года перешёл в «Наполи». 17 мая 2023 года завершил карьеру в возрасте 37 лет.

## Достижения
«Наполи»
- Обладатель Кубка Италии: 2011/12, 2013/14

## Личная жизнь
С 2006 по 2010 год Джеймайли встречался с вице-мисс Швейцарии 2003 года, Барбарой Мегерт.
Блерим женат. Супруга — албанская модель Эриона (Эрджона) Сулеймани. В 2014 году у пары родился сын Луан.

## Статистика
| Сезон                  | Клуб                   | Игры | Голы |
| ---------------------- | ---------------------- | ---- | ---- |
| 2003/04                | Цюрих                  | 30   | 2    |
| 2004/05                | Цюрих                  | 26   | 1    |
| 2005/06                | Цюрих                  | 32   | 3    |
| 2006/07                | Цюрих                  | 23   | 3    |
| 2007/08                | Болтон Уондерерс       | 0    | 0    |
| 2008/09                | Торино                 | 30   | 0    |
| 2009/10                | Парма                  | 19   | 1    |
| 2010/11                | Парма                  | 30   | 1    |
| 2011/12                | Наполи                 | 0    | 0    |
| Всего (на 15 мая 2011) | Всего (на 15 мая 2011) | 190  | 11   |